# Радогощанський заказник
Радогощанський — лісовий заказник місцевого значення. Об'єкт розташований на території Лугинського району Житомирської області, ДП «Лугинське ЛГ», Літківське лісництво, кв. 14.
Площа — 152 га, статус отриманий у 1995 році.